# Stema municipiului Galați

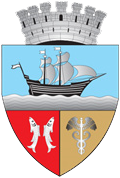
Stema municipiului Galați

Stema municipiului Galați se compune dintr-un scut tăiat de un brâu ondulat, de argint. În partea superioară, pe albastru, o corabie neagră cu două catarge având pânzele și flamurile din argint, navigând pe o apa; câmpul inferior, despicat. În cartierul din dreapta, pe roșu, doi pești de argint, ridicați cu capetele întoarse spre flancurile scutului. În cartierul secund, pe aur, un caduceu negru. Scutul este timbrat de o coroană murală de argint formată din șapte turnuri. 
Semnificația elementelor:
- Ambarcațiunea din partea superioara amintește faptul că acest oraș este un important port la Dunăre, atestarea sa documentară drept schelă (port) datând, după cum se știe, din secolul XV
- Peștii scot în evidență rolul acestui port în dezvoltarea pescuitului
- caducelul este atributul zeului Mercur, zeul comerțului. Acesta simbolizează intensa activitate comercială desfășurată aici, Galații ajungând în 1711, conform afirmației lui Dimitrie Cantemir, centrul comercial cel mai important de pe toată Dunărea, statut întărit după spargerea, în 1774, a monopolului turcesc în zonă, și mai ales după desființarea definitivă a acestuia, în 1829. Nota :(MO nr. 171 din 02.08.1930, citat din "Heraldica României" - Maria Dogaru, Ed. JIF, București 1994) Descrierea stemei

## Variante vechi ale stemei

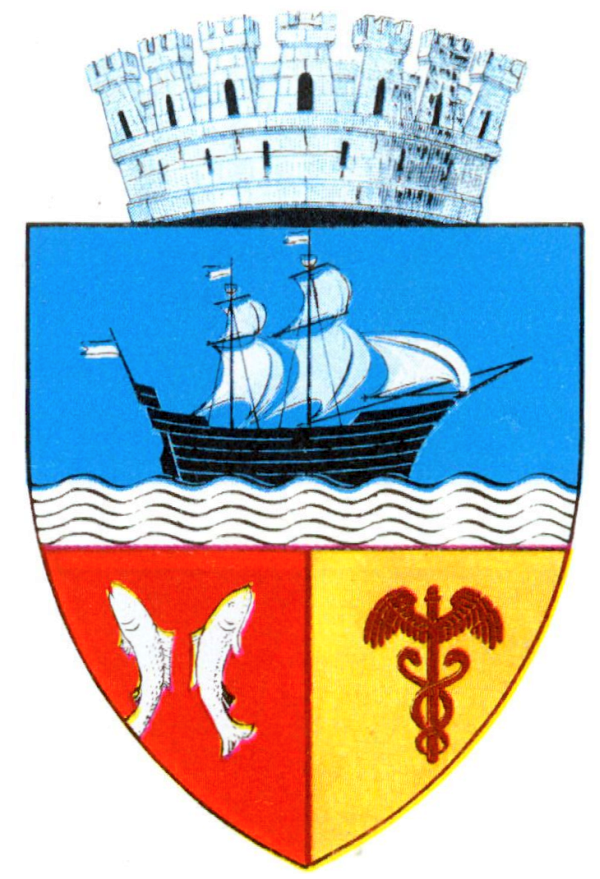
în perioada interbelică
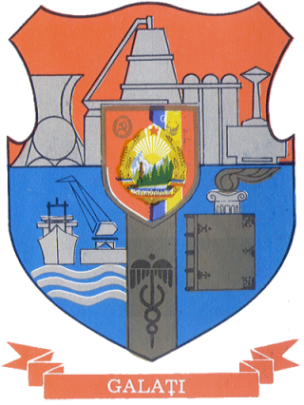
în perioada comunistă